# Alto Gállego
El Alto Gállego (Alto Galligo en aragonés) es una comarca situada al norte de Aragón y que ocupa la práctica totalidad del curso alto del río Gállego. La capital administrativa es Sabiñánigo.

## Municipios
La comarca engloba a los municipios de Biescas, Caldearenas, Hoz de Jaca, Panticosa, Sabiñánigo, Sallent de Gállego, Yebra de Basa y Yésero.

## Geografía
Limita al oeste con la Jacetania, al este con el Sobrarbe y el Somontano de Barbastro, al sur con la Hoya de Huesca y al norte con Francia (departamentos de Altos Pirineos y Pirineos Atlánticos). Está ubicada entre el Prepirineo y el Pirineo y las altitudes de los núcleos habitados oscilan entre los 650 y los 1300 metros. Se encuentra rodeada de grandes bosques de más de 50.000 hectáreas.
Parte de su territorio está ocupado por el parque natural de la Sierra y los Cañones de Guara y el Monumento natural de los Glaciares Pirenaicos.

### Sierra y Cañones de Guara

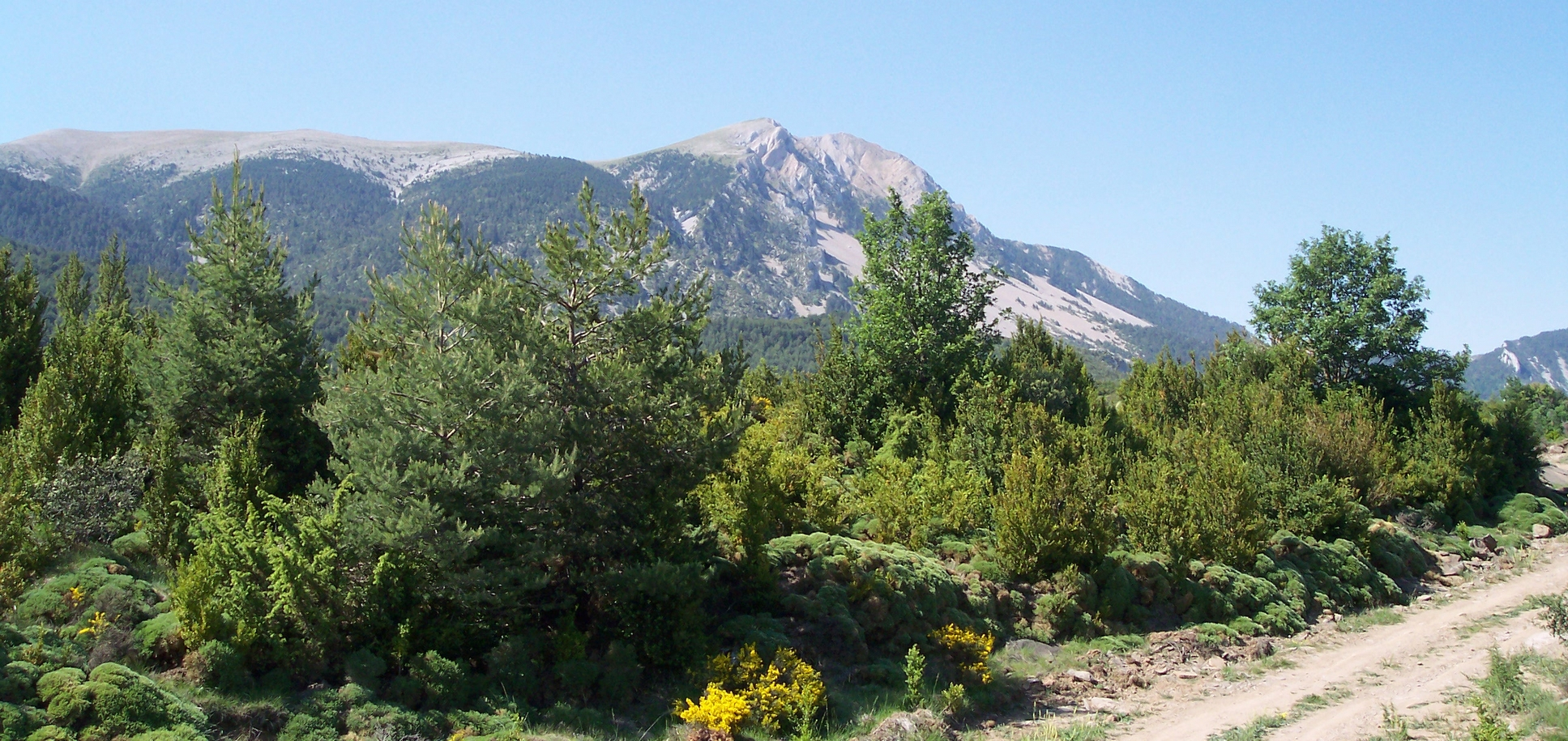
La sierra de Guara.

Se localiza en la provincia de Huesca, en las comarcas de Alto Gállego, Hoya de Huesca, Sobrarbe y Somontano de Barbastro. Abarca los municipios, en esta Comarca, de Caldearenas y Sabiñánigo.
Cuenta con 47 453 ha y una zona periférica de protección que comprende otras 33 286 ha, siendo el espacio natural más grande de la comunidad. Sus cotas de altitud oscilan entre los 430 metros en el río Alcanadre hasta los 2 077 del pico de Guara. Fue creado el 27 de diciembre de 1990 bajo el nombre de parque natural de la Sierra y Cañones de Guara.
Gracias a su geología, es un lugar propicio para la práctica de barranquismo y escalada.
Es también LIC y ZEPA.

### Glaciares pirenaicos
Se localiza en las comarcas de Alto Gállego, Sobrarbe y Ribagorza, provincia de Huesca. 
Tiene una superficie de 3 190 ha y otras 12 897 de zona periférica de protección. Su altitud oscila entre los 2 700 y los 3 000 m s. n. m..  El monumento natural fue declarado como tal el 21 de marzo de 1990, siendo ampliado el 23 de julio de 2002 y por última vez el 4 de septiembre de 2007.
Incluye, en esta Comarca, los siguientes picos:
- Macizo de Balaitús (Sallent de Gállego)
- Picos del Infierno (Panticosa y Sallent de Gállego)

Es también, aunque parcialmente, LIC y ZEPA.

## Historia
Históricamente formaba parte de la Jacetania, siendo el núcleo original del antiguo condado de Aragón. Los territorios históricos que la integran son el valle de Tena, la tierra de Biescas y Serrablo.

### La comarca como institución
La ley de creación de la comarca es la 13/2001 del 2 de julio de 2001. Se constituyó el 24 de octubre de 2001. Las competencias le fueron traspasadas el 1 de marzo de 2002.

## Política (2019-2023)
| Cargo      | Nombre                             | Ayuntamiento                   | Partido Político |
| ---------- | ---------------------------------- | ------------------------------ | ---------------- |
| Presidenta | María Lourdes Arruebo              | Concejal de Panticosa          | PSOE             |
| Gerente    | María Teresa Loste Ramos           | -                              |                  |
| Vocal      | Jesús Lacasta Clemente             | Concejal de Sabiñánigo         | PSOE             |
| Vocal      | Mª Luisa Morillo Guijarro          | Concejal de Sabiñánigo         | PSOE             |
| Vocal      | Isabel Mañero Yáñez                | Concejal de Sabiñánigo         | PSOE             |
| Vocal      | José Antonio Lafragüeta Azón       | Concejal de Yebra de Basa      | PSOE             |
| Vocal      | Miguel Ángel Villacampa Finestra   | Concejal de Yebra de Basa      | PSOE             |
| Vocal      | Carlos Gómez Padilla               | Concejal de Panticosa          | PSOE             |
| Vocal      | Isabel Manglano Laborda            | Concejal de Biescas            | PSOE             |
| Vocal      | Mariano Fañanás Blanc              | Concejal de Biescas            | PSOE             |
| Vocal      | José Antonio Sánchez Coca          | Concejal de Sallent de Gállego | PSOE             |
| Vocal      | Mª Jesús Acín Sanroman             | Concejal de Yésero             | PSOE             |
| Vocal      | Nuria Pargada Zapater              | Alcalde de Biescas             | PAR              |
| Vocal      | Javier de Etura Oliver             | Concejal de Biescas            | PAR              |
| Vocal      | Raquel Betanzos Alonso             | Concejal de Sabiñánigo         | PAR              |
| Vocal      | Luis Alberto García Landa          | Concejal de Sabiñánigo         | PAR              |
| Vocal      | Begoña Portu Cantador              | Concejal de Sallent de Gállego | PAR              |
| Vocal      | José Ignacio Ubieto Aso            | Concejal de Caldearenas        | PP               |
| Vocal      | Susana Carmen Gracia Antoni        | Concejal de Sabiñánigo         | PP               |
| Vocal      | Primitivo Grasa Cebollero          | Alcalde de Caldearenas         | PP               |
| Vocal      | Juan Ramón Paules Otin             | Concejal de Caldearenas        | PP               |
| Vocal      | José Manuel Otal Claver            | Concejal de Biescas            | PP               |
| Vocal      | Francisco Javier Santolaria Mairal | Concejal de Sabiñánigo         | PP               |
| Vocal      | Javier Sadornil Lorenzo Campillo   | Concejal de Sabiñánigo         | CAMBIAR          |
| Vocal      | Francisco Lorenzo Campillo Lázaro  | Concejal de Biescas            | CHUNTA           |
| Vocal      | José Luis Zabala Zubero            | Concejal de Sabiñánigo         | CIUDADANOS       |

| Elecciones 2019 |       |         |            |
| Partido         | Votos | % Votos | Consejeros |
| PSOE            | 2.266 | 33,56%  | 11         |
| PP              | 1.063 | 15,74%  | 6          |
| C's             | 890   | 13,18%  | 1          |
| PAR             | 725   | 10,74%  | 5          |
| Cambiar         | 668   | 9,89%   | 1          |
| CHA             | 456   | 6,75%   | 1          |
| Total           | 6.068 | 92.86%  | 25         |

## Territorio y población
| Nº | Municipio          | Extensión (km²) | % del total | Habitantes (2018) | % del total | Altitud (metros) | Pedanías |
| -- | ------------------ | --------------- | ----------- | ----------------- | ----------- | ---------------- | --- |
| 1  | Biescas            | 189,1           | 13,9        | 1.479             | 11,0        | 860              | Aso de Sobremonte, Barbenuta, Betés de Sobremonte, Escuer, Espierre, Gavín, Javierre del Obispo, Oliván, Orós Alto, Orós Bajo, Piedrafita de Jaca, Yosa de Sobremonte. |
| 2  | Caldearenas        | 192,3           | 14,1        | 218               | 1,6         | 650              | Anzánigo, Aquilué, Estallo, Javierrelatre, Latre, San Vicente de Aquilué, Serué, Sieso de Jaca. |
| 3  | Hoz de Jaca        | 12,5            | 0,9         | 76                | 0,6         | 1.272            | |
| 4  | Panticosa          | 95,9            | 7,1         | 786               | 5,8         | 1.185            | Baños de Panticosa, El Pueyo de Jaca |
| 5  | Sabiñánigo         | 586,8           | 43,2        | 9.245             | 68,6        | 780              | Abenilla, Acumuer, Aineto, Allué, Arguisal, Arraso, Arto, Artosilla, Aurín, Bara, Barangua, Belarra, Bentué de Nocito, Borrés, Campares, Cartirana, Castiello de Guarga, Ceresola, El Puente de Sabiñánigo, Gesera, Gillué, Grasa, Hostal de Ipiés, Ibort, Ipiés, Isún de Basa, Laguarta, Lanave, Lárrede, Larrés, Lasaosa, Lasieso, Latas, Latrás, Layés, Molino de Villobas, Ordovés, Orna de Gállego, Osán, Pardinilla, Rapún, San Esteban de Guarga, San Román de Basa, Sardas, Sasal, Satué, Senegüé, Solanilla, Sorripas, Used y Yéspola. |
| 6  | Sallent de Gállego | 162,1           | 11,9        | 1.463             | 10,9        | 1.305            | Escarrilla, Formigal, Frontera del Portalet, Lanuza, Sandiniés, Tramacastilla de Tena. |
| 7  | Yebra de Basa      | 90,9            | 6,7         | 147               | 1,1         | 1.060            | Fanlillo, Orús, San Julián de Basa, Sobás. |
| 8  | Yésero             | 30,2            | 2,2         | 60                | 0,4         | 1.132            | |
| #  | Alto Gállego       | 1.359,8         | 100,0       | 13.474            | 100,0       | -                | |

| Gráfica de evolución demográfica de Alto Gállego entre 1900 y 2021                                                                      |
| |
| Población de derecho (1900-1991) o población residente (2001-2021) según los censos de población del Instituto Aragonés de Estadística. |

## Economía
Para la mayoría de la población, las actividades principales son el turismo y los servicios. Sabiñánigo tiene una importante actividad industrial que ha conocido una fuerte bajada del número de empleos con el desarrollo tecnológico, pero el sector sigue siendo importante para este territorio.
Dos estaciones de esquí en los municipios de Sallent de Gállego (Formigal) y de Panticosa, una actividad termal y la pequeña villa de Biescas con un turismo enfocado sobre todo hacia el patrimonio de las iglesias de Serrablo, constituyen un conjunto turístico importante. De hecho, el conjunto de servicios ligados al turismo, está en curso de desarrollo. El turismo constituye pues la actividad principal. El territorio ha conocido un fuerte desarrollo de las residencias secundarias y de los hoteles así como el despliegue de una red de turismo rural (rehabilitación de albergues...). Además los municipios de la zona sur tienen una actividad agrícola de ganadería y agroturismo.

## Cultura
En todo el Alto Gállego como en otros puntos de los Pirineos las fases de las faenas agropastoriles estructuraban el calendario festivo. Las fiestas principales son el Carnaval, San Juan y la Navidad, celebrándose entre estas otras fiestas locales y patronales, destacando aquellas en que se realizaban palotiaus o bandiadas como en Sallent. Las fiestas mayores suelen celebrarse en agosto.
Sin embargo probablemente las fiestas religiosas más importantes para los habitantes de la comarca han sido siempre las romerías. Unas se realizan con el ciclo ganadero entre los meses de mayo y junio, destacando San Juan de Busa el día 24 de junio. Otras siguen el ciclo agrícola y se hacen entre agosto y septiembre, destacando San Bartolomé de Gavín el día 24 de agosto. También hay alguna que se hace en invierno, destacando San Úrbez de Ceresola que se realiza a mediados de enero. Las dos romerías principales son Santa Elena y Santa Orosia. A la ermita de Santa Elena acuden con cruces habitantes de todos los lugares del valle de Tena, Sobremonte y Biescas el día 18 de agosto a homenajear a su patrona. El Domingo de Trinidad se acecan a Yebra los Romeros del Cuerpo y los Romeros de la Cabeza suben al puerto de Oturía el día 25 de junio realizando así homenaje a Santa Orosia todos los lugares de Serrablo, Basa y Jacetania, patrona de esta última comarca además de ser también patrona de todo el Alto Gállego. En la espectalular romería de Santa Orosia se interpretan unas danzas tradicionales con salterio y se interpreta una pastorada en lengua aragonesa.
En los últimos años se han empezado a hacer otras actividades culturales en la comarca de gran importancia y reconocidas dentro y fuera de Aragón. La "Feria de Otoño" de Biescas es una de las más importantes, y su origen se entronca en las antiguas ferias ganaderas (que antes se hacían el 12 de septiembre y el 18 de noviembre), se hace ahora a mitad de octubre y es uno de los actos que atraen más turistas. Importante es también el "Festival Pirineos Sur", festival de música celebrado en Sallent y Lanuza en el mes de julio. Otras actividades culturales incluyen la Feria del ganado de Sallent en septiembre, el mercado medieval de Panticosa en agosto.
Por lo que respecta a literatura se convoca el Premio de Relatos "Luis del Val" de relatos cortos en Sallent y el encuentro de escritoras aragonesas Brioleta en Yésero.
Una casa del siglo XIX conocida como Casa Batanero, es la sede del etnológico Museo Ángel Orensanz y Artes de Serrablo. En cuanto al dibujo se puede disfrutar del museo de dibujo Castillo de Larrés y en cuanto al arte constructivo autóctono destacan por su singularidad las iglesias de Serrablo, un grupo de iglesias datadas cronológicamente entre mediados de los siglos X y XI, que constituyen un conjunto único dentro del arte medieval. Situadas a lo largo del río Gallego, destacaremos las de San Bartolomé de Gavín, San Juan de Busa, Lárrede, Lasieso y Oliván. Este conjunto está considerado como mozárabe para unos y de carácter románico-lombardo para otros.

### Lenguas
Junto con el idioma castellano que es la lengua oficial y más empleada, la lengua propia tradicional del Alto Gállego es el llamado aragonés o altoaragonés, hablándose su variedad de aragonés central. Destacan entre los estudiosos de su habla Francho Nagore Laín o Ricardo Mur Saura y entre los escritores en aragonés del Alto Gállego Óscar Latas Alegre y Máximo Palacio.